# Acraea eponina
Acraea eponina là một loài bướm ngày thuộc họ Nymphalidae. Nó được tìm thấy ở châu Phi nhiệt đới và tây nam Arabia.
Sải cánh dài 35–40 mm đối với con đực và 36–44 mm đối với con cái. Con trưởng thành bay quanh năm, nhưng phổ biến vào các tháng ấm.
Thiên địch bao gồm các loài ký sinh Carcelia normula và Charops và các loài bọ Afrius figuratus, Rhynocoris bicolor và các loài Rhynocoris khác.
Ấu trùng của ssp. eponina ăn các loài Hibiscus, Sida, Nicotiana, Hermannia, và Triumfetta. Ssp. manjaca được ghi nhận ăn các loài Triumfetta rhomboidea, Triumfetta annua, Triumfetta effusa, Triumfetta pilosa và Hermannia.

## Phụ loài
- Acraea eponina eponina (Châu Phi nhiệt đới, tây nam Arabia)
- Acraea eponina manjaca (Natal, Swaziland, Transvaal, Rhodesia, Mozambique)